# مقاطعة إيست كارول (لويزيانا)
مقاطعة إيست كارول (بالإنجليزية: East Carroll Parish, Louisiana)‏ هي إحدى مقاطعات ولاية لويزيانا في الولايات المتحدة. تأسست سنة 1877، وتبلغ مساحتها 1146 كم2، بلغ عدد سكانها 7759 نسمة في عام 2010 حسب إحصاء مكتب تعداد الولايات المتحدة وتصل الكثافة السكانية فيها 6.77 نسمة/كم2.

## وصلات خارجية
- United States Counties